# 年德阿拉
年德阿拉是巴西圣保罗州的一个市镇。总面积437.42平方公里，总人口10771人，人口密度24.6人/平方公里。